# Юраш
Юра́ш (рос. Юраш) — річка в Єлабузькому районі Татарстану та Граховському районі Удмуртії, Росія, права притока Юрашки.
Довжина річки становить 12 км. Бере початок на Можгинської височини, впадає до Адамки біля села Сосновий Юраш. Верхів'я на нижня течія розташовані на території Татарстану, а середня — в Удмуртії.
На річці розташовані села Сарайкино та Сосновий Юраш.
За даними Федерального агентства водних ресурсів річка має такі дані:
- Код річки в державному водному реєстрі — 10010300612111100040639
- Код по гідрологічній вивченості — 111104063
- Код басейну — 10.01.03.006